# Tarzán y el león dorado (película)
Tarzán y el león dorado (Tarzan and the Golden Lion) es una película muda en blanco y negro de 1927 dirigida por John Paterson McGowan y con James Pierce como actor principal. Es adaptación de la novela homónima de Edgar Rice Burroughs, publicada en 1923. La película fue filmada en 1926 en Chatsworth y en el Cañón de Santa Anita, de las Montañas de San Bernardino (California).

## Reparto
- James Pierce como Tarzán.
- Frederick Peters como Esteban Miranda.
- Edna Murphy como Betty Greystoke.
- Harold Goodwin como Jack Bradley.
- Dorothy Dunbar como Lady Greystoke.
- D'Arcy Corrigan como Weesimbo.
- Boris Karloff como Owaza.
- Robert Bolder como John Peebles.

- Datos: Q1511919
- Multimedia: Tarzan and the Golden Lion (film) / Q1511919